# 피터 포레쿠 데리

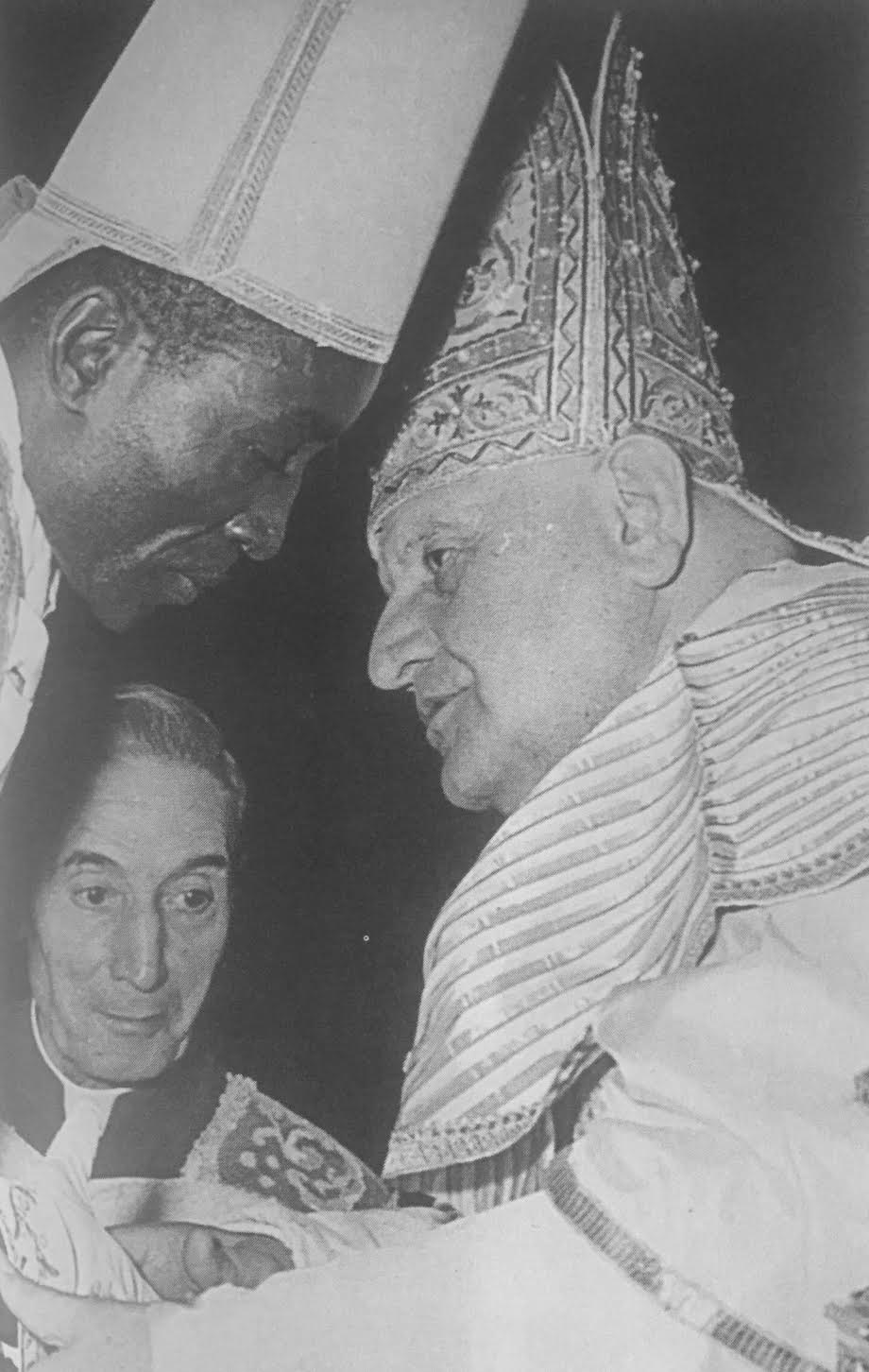

피터 포레쿠 데리(영어: Peter Poreku Dery, 1918년 5월 10일 - 2008년 3월 6일)는 가나의 로마 가톨릭교회 추기경이다. 1974년부터 1994년까지 타말레 대교구장을 지냈으며, 교황청 평신도평의회 의원 및 가나 가톨릭 주교회의 의장 등을 역임했다. 1994년 은퇴했으며, 2006년 3월 교황 베네딕토 16세에 의해 추기경에 서임되었다.
현재 시성 심사 중에 있으며, 2013년 ‘아무런 장애가 없다’고 확인됨에 따라 하느님의 종으로 선언되었다.